# Sapporia
Sapporia là một chi bướm đêm thuộc họ Noctuidae.

## Loài
- Sapporia fasciculata (Leech, 1900)
- Sapporia repetita (Butler, 1885)